# Manompana
Manompana est une commune urbaine malgache située dans la partie centre-est de la région d'Analanjirofo.